# Lissonota picticoxis
Lissonota picticoxis là một loài tò vò trong họ Ichneumonidae.